# 野中駅
野中駅（のなかえき）は、長崎県佐世保市野中町にある松浦鉄道西九州線の駅である。

## 歴史
- 1990年（平成2年）3月10日：開業[1][2]。

## 駅構造
単式ホーム1面1線を有する地上駅である。無人駅で駅舎は無いが、待合室とトイレがある。

## 利用状況
2023年度の1日平均乗降人員は174人である。
| 年度               | 1日平均 乗降人員 |
| ------------------ | ---------------- |
| 2019年（令和元年） | 153              |
| 2020年（令和02年） | 125              |
| 2021年（令和03年） | 129              |
| 2022年（令和04年） | 162              |
| 2023年（令和05年） | 174              |

## 駅周辺
駅前に商店がある。
- 吉岡団地
- 希望ヶ丘団地
- 国道204号

## 隣の駅
松浦鉄道
■西九州線
快速
通過
普通
皆瀬駅 - 野中駅 - 左石駅